# Le capitaine sombre avec son navire

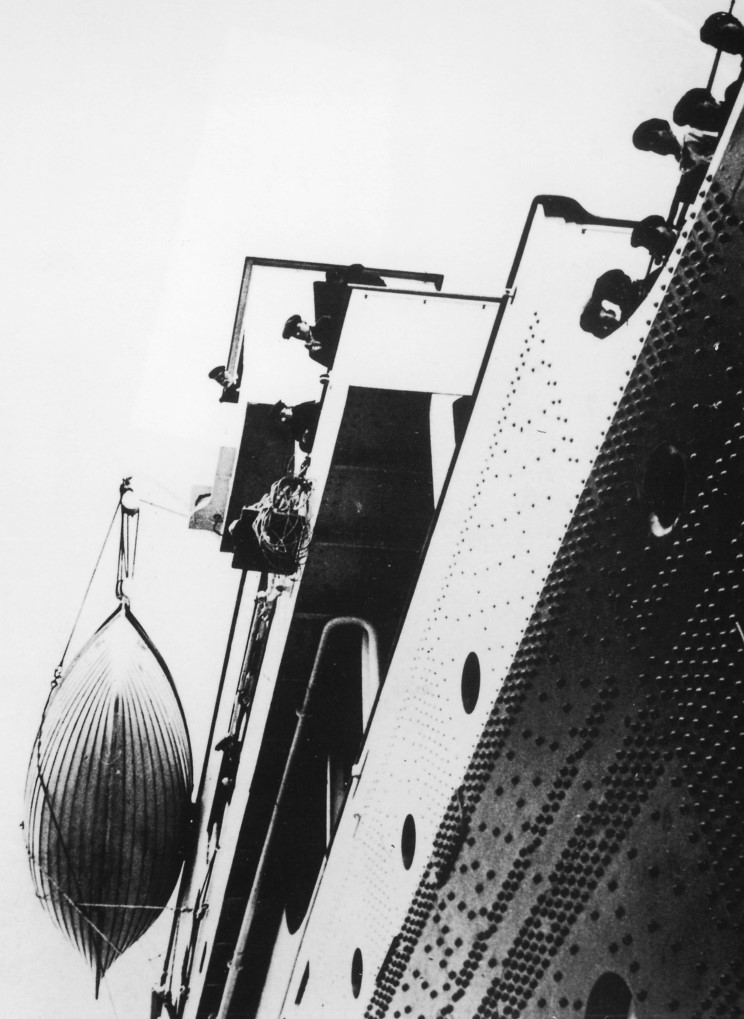
Le capitaine Smith sur l'aileron de passerelle du Titanic

« Le capitaine sombre avec son navire » est un concept et une tradition maritime où le capitaine de navire détient la responsabilité ultime pour son bateau et ses passagers et mourra en essayant de les sauver. Souvent associé avec le naufrage du Titanic en 1912 et son capitaine Edward Smith, le concept précède le Titanic d'au moins onze années.

## Histoire
Le concept est étroitement lié à un autre concept du XIXe siècle, « Les femmes et les enfants d'abord. » Les deux reflètent l'idéal victorien de la chevalerie dans lequel les classes supérieures doivent émuler une moralité liée à l'honneur sacré, au service et au respect des défavorisés. Les actions des hommes et du capitaine lors du naufrage du HMS Birkenhead en 1852 reçoivent les louanges de nombreuses personnes à cause du sacrifice d'hommes qui ont évacué des femmes et des enfants en premier. Les poèmes Soldier an' Sailor Too de Rudyard Kipling et Self-Help (en) de Samuel Smiles mettent en lumière la valeur des hommes qui continuèrent à jouer de la musique pendant que leur bateau coulait.

## En pratique
Ce concept signifie littéralement que le capitaine sera la dernière personne à quitter le navire vivant avant son naufrage ou sa destruction, et s'il ne peut évacuer ses passagers ou son équipage, le capitaine n'évacuera pas non plus. En droit maritime la responsabilité du capitaine de son navire est primordiale quel que soit son état, ainsi abandonner un navire a des conséquences légales, y compris dans la nature des droits de renflouage. Même si le capitaine abandonne son navire en détresse il en restera responsable pendant son absence et sera obligé de retourner au navire lorsque le danger aura disparu. Si un capitaine évacue son navire en temps de guerre, cela peut être considéré comme un crime aussi grave que la désertion, la mutinerie ou la sédition à moins qu'il n'ait détruit ou coulé le navire.
Dans de nombreux pays l'abandon du navire en détresse est considéré comme un délit et peut être puni d'emprisonnement, ce qui est le cas en France selon l'article L5263-3 du code des transports :
« Est puni de six mois d'emprisonnement le fait, pour le capitaine, d'abandonner le navire sans l'avis des officiers et maîtres d'équipage. Est puni de deux ans d'emprisonnement le fait, pour tout capitaine, avant d'abandonner son navire, de négliger d'organiser le sauvetage de l'équipage et des passagers et de sauver les papiers de bord, les dépêches postales et les marchandises les plus précieuses de la cargaison. La même peine est applicable au capitaine qui, forcé d'abandonner son navire, ne reste pas à bord le dernier. »
À la suite du Naufrage du Costa Concordia en 2012, les autorités italiennes ont arrêté le capitaine Francesco Schettino pour pouvoir enquêter sur son éventuelle responsabilité (le naufrage ayant fait des victimes), le fait qu'il ait abandonné son navire au milieu du naufrage jouant fortement en sa défaveur.

## Exemples

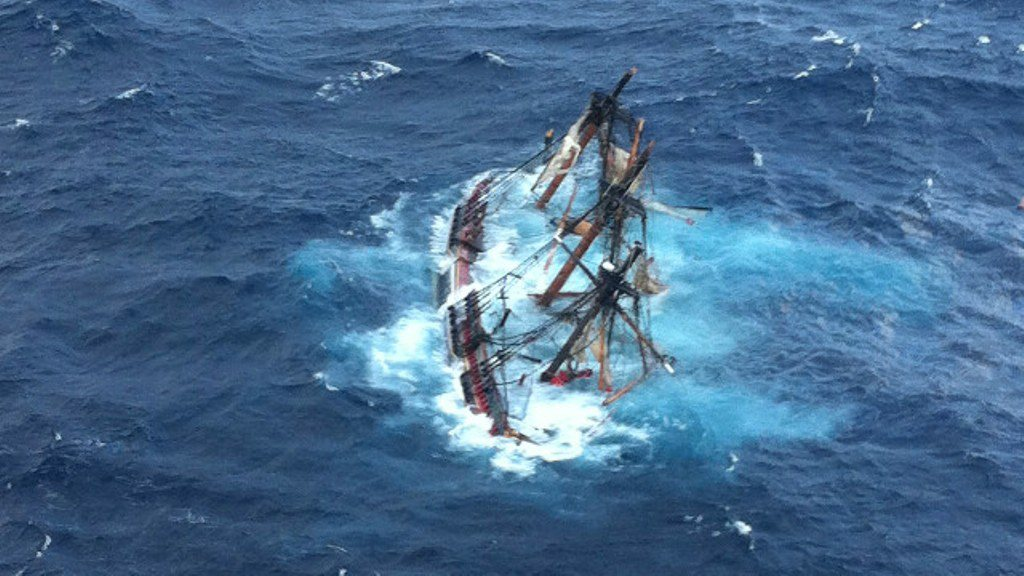
Le Bounty coule durant l'ouragan Sandy le 29 octobre 2012. Deux personnes meurent dont le capitaine Wallbridge après que le navire a perdu son énergie et a pris l'eau.

- 12 septembre 1857 : William Lewis Herndon est aux commandes du vapeur commercial Central America lorsqu'il est pris dans un ouragan. Deux bateaux viennent à son secours mais ne peuvent sauver qu'une partie des passagers, le capitaine choisit alors de rester avec les autres.
- 19 avril 1906 : le capitaine Gustave Fourcault et son second Henri van Zuylen [4][réf. à confirmer] restent sur le navire-école Comte de Smet de Naeyer en train de sombrer, pour ne pas surcharger la chaloupe pleine de jeunes marins [5].
- 15 avril 1912 : le capitaine Edward Smith sur le RMS Titanic. Smith n'a pas survécu au naufrage. Quand le navire a coulé, Smith a été vu marchant vers le pont, seulement quelques minutes avant que lui et le reste de la superstructure avant du navire soient engloutis par la mer[6]. Lorsque le témoin trimmer Samuel Hemming du navire est entré sur le pont là où a été aperçu Smith quelques secondes auparavant, il trouva le pont vide. Il y a cependant des versions contradictoires de ce qui est arrivé à Smith : certains ont affirmé l'avoir vu nager vers un canot de sauvetage tandis que d'autres affirment qu'il s'est suicidé en se tirant une balle[7]. Le passager de première classe Robert Williams Daniel dit que Smith est entré dans la timonerie sur le pont et y mourut quand elle a été engloutie[8]. C'est le scénario le plus probable parce que s'il est avéré, cela expliquerait pourquoi Hemming n'a pas vu Smith : plus tôt dans la nuit, les volets des sabords de la timonerie auraient été baissés, ce qui fait qu'Hemming n'aurait pas pu voir Smith[9],[10].
- 5 juin 1942 : le vice-amiral Tamon Yamaguchi à bord du porte-avions japonais Hiryū insiste pour couler avec son navire durant la bataille de Midway. Le capitaine du navire, le capitaine Tomeo Kaku [11], suit son exemple.
- 9 décembre 1971 : Mahendra Nath Mulla (en), le capitaine de la frégate indienne INS Khukri, coule avec son navire touché par un sous-marin lors de la Troisième guerre indo-pakistanaise. Au moins 194 membres de l'équipage meurent dans le naufrage qui dure deux minutes.
- 29 octobre 2012 : le capitaine Robin Wallbridge du Bounty, une réplique du HMS Bounty, est emporté par une vague durant l'ouragan Sandy. Les quatorze membres de l'équipage qui ont pu fuir dans un canot de sauvetage ont survécu et ont été sauvés par des hélicoptères de l'U.S. Coast Guard.

## Contre-exemples
- 3 ou 4 août 1991 : le capitaine Yiannis Avranas du bateau de croisière MTS Oceanos.
- 13 janvier 2012 : le capitaine Francesco Schettino lors du naufrage du Costa Concordia.
- 16 avril 2014 : le capitaine Lee Joon-seok lors du naufrage du Sewol.

## Utilisation métaphorique
Métaphoriquement le « capitaine » peut simplement être le meneur d'un groupe et le « bateau » un lieu ou une organisation menacé par une catastrophe. L'expression est employée dans le film 2012 lorsqu'est constaté le fait que le président des États-Unis préfère rester à la Maison-Blanche malgré la destruction imminente de Washington.